# Marc Serramitja Taberner
Marc Serramitja Taberner es un exfutbolista español. Nació en La Cellera de Ter, Gerona, Cataluña el 4 de agosto de 1990. Se retiró en 2021 en el C. E. Constància

## Biografía
Serramitja empezó a jugar con Girona FC, haciendo debut profesional el 20 de junio de 2009, en la derrota por 1-3 en casa contra el SD Huesca.
Un mes más tarde, fue cedido al CF Gavà por lo que restaba de temporada.

En julio de 2010, Serramitja fue cedido al Alicante CF.

Una temporada más tarde, se unió a CF Badalona, cedido una vez más. En julio de 2012, se unió a la UE Llagostera.

El 30 de enero de 2013, dejó Llagostera y se unió a UE Sant Andreu, cedido hasta final de temporada.

Posteriormente regresó al equipo albirrojo. 

El 31 de enero de 2014 se trasladó al extranjero por primera vez en su carrera, firmando un contrato de dos años con Kristiansund BK de la liga Noruega.
Hizo su debut en la liga extranjera el 1 de mayo, entrando a finales del encuentro empatando 3- 3 en Strømmen IF.

El 18 de junio, sin embargo, su contrato fue rescindido.

El 29 de julio de 2014 jugó en la UE Figueres.

El 9 de agosto de 2016 ficha por el Palamós CF.